# Korea Południowa na Letnich Igrzyskach Olimpijskich 2016
Koreę Południową na Letnich Igrzyskach Olimpijskich 2016 reprezentowało 207 zawodników: 103 mężczyzn i 104 kobiet. Był to siedemnasty start reprezentacji Korei Południowej na letnich igrzyskach olimpijskich.

## Zdobyte medale
| Medal  | Zawodnik                              | Dyscyplina           | Konkurencja                            | Rezultat                                                                           | Data        |
| ------ | ------------------------------------- | -------------------- | -------------------------------------- | ---------------------------------------------------------------------------------- | ----------- |
| Złoto  | Kim Woo-jin Ku Bon-chan Lee Seung-yun | Łucznictwo           | drużynowo mężczyźni                    | W pojedynku o złoty medal pokonali drużynę Stanów Zjednoczonych 6:0                | 6 sierpnia  |
| Złoto  | Choi Mi-sun Chang Hye-jin Ki Bo-bae   | Łucznictwo           | drużynowo kobiety                      | W pojedynku o złoty medal pokonały drużynę Rosji 5:1                               | 7 sierpnia  |
| Złoto  | Park Sang-young                       | Szermierka           | szpada indywidualnie mężczyzn          | W pojedynku o złoty medal pokonał reprezentanta Węgier Géze Imre 15:14             | 9 sierpnia  |
| Złoto  | Jin Jong-oh                           | Strzelectwo          | pistolet dowolny mężczyzn              | 193,7 pkt                                                                          | 10 sierpnia |
| Złoto  | Chang Hye-jin                         | Łucznictwo           | kobiety indywidualnie                  | W pojedynku o złoty medal pokonała reprezentantkę Niemiec Lisa Unruh 6:2           | 11 sierpnia |
| Złoto  | Ku Bon-chan                           | Łucznictwo           | mężczyźni indywidualnie                | W pojedynku o złoty medal pokonał reprezentanta Francji Jean-Charles Valladont 7:3 | 12 sierpnia |
| Złoto  | Kim So-hui                            | Taekwondo            | waga do 49 kg kobiet                   | W pojedynku o złoty medal pokonał reprezentantkę Serbii Tijanę Bogdanović 7:6      | 17 sierpnia |
| Złoto  | Oh Hye-ri                             | Taekwondo            | waga do 67 kg kobiet                   | W pojedynku o złoty medal pokonał reprezentantkę Francji Haby Niaré 13:12          | 19 sierpnia |
| Złoto  | Park Inbee                            | Golf                 | kobiety                                |                                                                                    | 20 sierpnia |
| Srebro | Jeong Bo-kyeong                       | Judo                 | waga do 48 kg kobiet                   | W finale uległa reprezentantce Argentyny Pauli Pareto                              | 6 sierpnia  |
| Srebro | An Baul                               | Judo                 | waga do 66 kg mężczyzn                 | W finale uległ reprezentantowi Włoch Fabio Basile                                  | 7 sierpnia  |
| Srebro | Kim Jong-hyun                         | Strzelectwo          | Karabin małokalibrowy leżąc mężczyzn   | 208,2 pkt                                                                          | 12 sierpnia |
| Brąz   | Yoon Jin-hee                          | Podnoszenie ciężarów | waga do 53 kg kobiet                   | 199 kg                                                                             | 7 sierpnia  |
| Brąz   | Gwak Dong-han                         | Judo                 | waga do 90 kg mężczyzn                 | W pojedynku o brązowy medal pokonał reprezentanta Szwecji Marcusa Nymana           | 10 sierpnia |
| Brąz   | Kim Jung-hwan                         | Szermierka           | szabla indywidualnie mężczyzn          | W pojedynku o brązowy medal pokonał reprezentanta Iranu Mojtaba Abedini 15:8       | 10 sierpnia |
| Brąz   | Ki Bo-bae                             | Łucznictwo           | kobiety indywidualnie                  | W pojedynku o brązowy medal pokonała reprezentantkę Włoch Alejandra Valencia 6:4   | 11 sierpnia |
| Brąz   | Kim Hyeon-woo                         | Zapasy               | styl klasyczny waga do 75 kg mężczyźni | w pojedynku o brązowy medal pokonał reprezentanta Chorwacji Božo Starčevića 6:4    | 14 sierpnia |
| Brąz   | Kim Tae-hun                           | Taekwondo            | waga do 58 kg mężczyzn                 | W pojedynku o brązowy medal pokonał reprezentanta Meksyku Carlosa Navarro 7:5      | 17 sierpnia |
| Brąz   | Lee Dae-hoon                          | Taekwondo            | waga do 68 kg mężczyzn                 | W pojedynku o brązowy medal pokonał reprezentanta Belgii Jaouada Achaba 11:4       | 18 sierpnia |
| Brąz   | Jung Kyung-eun Shin Seung-chan        | Badminton            | gra podwójna kobiet                    | W meczu o brązowy medal pokonały reprezentantki Chin Tang / Yu 2:0                 | 18 sierpnia |
| Brąz   | Cha Dong-min                          | Taekwondo            | waga powyżej 80 kg mężczyzn            | W pojedynku o brązowy medal pokonał reprezentanta Uzbekistanu Dmitrija Szokina 4:3 | 20 sierpnia |

## Skład kadry

### Badminton
| Zawodnik                       | Konkurencja        | Faza grupowa                       | Faza grupowa                                | Faza grupowa                             | Pozycja | 1/8                        | Ćwierćfinały                            | Półfinały                              | Finał                     | Finał   | Źródło |
| Zawodnik                       | Konkurencja        | Przeciwnik Wynik                   | Przeciwnik Wynik                            | Przeciwnik Wynik                         | Pozycja | Przeciwnik Wynik           | Przeciwnik Wynik                        | Przeciwnik Wynik                       | Przeciwnik Wynik          | Pozycja | Źródło |
| ------------------------------ | ------------------ | ---------------------------------- | ------------------------------------------- | ---------------------------------------- | ------- | -------------------------- | --------------------------------------- | -------------------------------------- | ------------------------- | ------- | ------ |
| Lee Dong-keun                  | gra pojedyncza (m) | Ponsana 1:2 (19-21, 21-17, 16-21)  | Axelsen 0:2 (11-21, 13-21)                  | N/A                                      | 3.      | NQ                         | NQ                                      | NQ                                     | NQ                        | 14.     | [ 1 ]  |
| Son Wan-ho                     | gra pojedyncza (m) | Maliekal 2:0 (21-10, 21-10)        | Pocztariow 2:0 (21-9, 21-15)                | N/A                                      | 1.      | Ng 2:0 (23-21, 21-17)      | Chen 1:2 (11-21, 21-18, 11-21)          | NQ                                     | NQ                        | 5.      | [ 1 ]  |
| Lee Yong-dae Yoo Yeon-seong    | gra podwójna (m)   | Chau Serasinghe 2:0 (21-14, 21-16) | Lee Tsai 2:1 (18-21, 21-13, 21-18)          | Iwanow Sozonow 1:2 (17-21, 21-16, 16-21) | 2.      | N/A                        | Goh Tan 1:2 (21-17, 18-21, 19-21)       | NQ                                     | NQ                        | 5.      | [ 2 ]  |
| Kim Gi-jung Kim Sa-rang        | gra podwójna (m)   | Cwalina Wacha 2:0 (21-14, 21-15)   | Ellis Langridge 1:2 (21-17, 23-25, 18-21)   | Boe Carsten Mogensen 2:0 (21-15, 21-18)  | 1.      | N/A                        | Fu Zhang 1:2 (21-11, 18-21, 22-24)      | NQ                                     | NQ                        | 5.      | [ 2 ]  |
| Sung Ji-hyun                   | gra pojedyncza (k) | Lansac 2:0(21-13, 21-14)           | Liang 2:0(21-17, 21-11)                     | N/A                                      | 1.      | Zetchiri 2:0(21-15, 21-12) | Marín 0:2(12-21, 16-21)                 | NQ                                     | NQ                        | 5.      | [ 3 ]  |
| Bae Yeon-ju                    | gra pojedyncza (k) | Cicognini 2:0(21-11, 21-8)         | Bayrak 2:0(21-11, 21-7)                     | N/A                                      | 1.      | Okuhara 0:2(6-21, 7-21)    | NQ                                      | NQ                                     | NQ                        | 9.      | [ 3 ]  |
| Jung Kyung-eun Shin Seung-chan | gra podwójna (k)   | Lee Obanana 2:0 (21-14, 21-12)     | Luo 2:0 (21-10, 21-14)                      | Pedresen Juhl 0:2 (16-21, 18-21)         | 1.      | N/A                        | Muskens Piek 2:1 (21-13, 20-22, 21-14)  | Matsutomo Takahashi 0:2 (16-21, 15-21) | Tang Yu 2:0 (21-8, 21-17) | brąz    | [ 4 ]  |
| Chang Ye-na Lee So-hee         | gra podwójna (k)   | Stoewa 2:0 (24-22, 21-15)          | Goliszewski Nelte 2:1 (21-18, 18-21, 21-17) | Tang Yu 2:1 (21-18, 14-21, 21-11)        | 1.      | N/A                        | Pedresen Juhl 1:2 (26-28, 21-18, 15-21) | NQ                                     | NQ                        | 5.      | [ 4 ]  |
| Ko Sung-hyun Kim Ha-na         | mikst              | Chew Subandhi 2:0 (21-10, 21-12)   | Arends Piek 2:0 (21-10, 21-10)              | Kazuno Kurihara 2:0 (25-23, 21-17)       | 1.      | N/A                        | Xu Ma 0:2 (17-21, 18-21)                | NQ                                     | NQ                        | 5.      | [ 5 ]  |

### Boks
Mężczyźni
| Zawodnik        | Konkurencja | 1/16             | 1/8              | Ćwierćfinał      | Półfinał         | Finał            | Finał   | Źródło |
| Zawodnik        | Konkurencja | Przeciwnik Wynik | Przeciwnik Wynik | Przeciwnik Wynik | Przeciwnik Wynik | Przeciwnik Wynik | Miejsce | Źródło |
| --------------- | ----------- | ---------------- | ---------------- | ---------------- | ---------------- | ---------------- | ------- | ------ |
| Ham Sang-myeong | 56 kg       | Rodríguez W 2-1  | Zhang P 0-2      | NQ               | NQ               | NQ               | NQ      | [ 6 ]  |

### Gimnastyka
Mężczyźni
| Zawodnik       | Konkurencja        | Kwalifikacje | Kwalifikacje | Kwalifikacje | Kwalifikacje | Kwalifikacje | Kwalifikacje | Kwalifikacje | Kwalifikacje | Finał    | Finał    | Finał    | Finał    | Finał    | Finał    | Finał | Finał   | Źródło |
| Zawodnik       | Konkurencja        | Przyrząd     | Przyrząd     | Przyrząd     | Przyrząd     | Przyrząd     | Przyrząd     | Razem        | Pozycja      | Przyrząd | Przyrząd | Przyrząd | Przyrząd | Przyrząd | Przyrząd | Razem | Pozycja | Źródło |
| Zawodnik       | Konkurencja        | F            | PH           | R            | V            | PB           | HB           | Razem        | Pozycja      | F        | PH       | R        | V        | PB       | HB       | Razem | Pozycja | Źródło |
| -------------- | ------------------ | ------------ | ------------ | ------------ | ------------ | ------------ | ------------ | ------------ | ------------ | -------- | -------- | -------- | -------- | -------- | -------- | ----- | ------- | ------ |
| Kim Han-sol    | wielobój drużynowy | 14,266       | 12,900       | N/A          | 12,633       | N/A          | 11,666       | 51,465       | 65.          | NQ       | NQ       | NQ       | NQ       | NQ       | NQ       | NQ    | NQ      | [ 7 ]  |
| Lee Sang-wook  | wielobój drużynowy | 14,333       | 14,033       | 13,500       | N/A          | 14,633       | 14,066       | 70,565       | 52.          | NQ       | NQ       | NQ       | NQ       | NQ       | NQ       | NQ    | NQ      | [ 8 ]  |
| Park Min-soo   | wielobój drużynowy | 13,400       | 13,600       | 14,400       | 14,033       | 15,033       | 14,800       | 85,266       | 27.          | NQ       | NQ       | NQ       | NQ       | NQ       | NQ       | NQ    | NQ      | [ 9 ]  |
| Shin Dong-hyen | wielobój drużynowy | 13,966       | 13,775       | N/A          | 15,100       | 13,800       | N/A          | 56,641       | 63.          | NQ       | NQ       | NQ       | NQ       | NQ       | NQ       | NQ    | NQ      | [ 10 ] |
| Yoo Won-chul   | wielobój drużynowy | N/A          | N/A          | 14,733       | 14,333       | 14,441       | 14,600       | 58,107       | 59.          | NQ       | NQ       | NQ       | NQ       | NQ       | NQ       | NQ    | NQ      | [ 11 ] |
| Razem          | wielobój drużynowy | 42,565       | 41,408       | 42,633       | 43,466       | 44,107       | 43,466       | 257,645      | 11.          | NQ       | NQ       | NQ       | NQ       | NQ       | NQ       | NQ    | NQ      | [ 12 ] |

| Zawodnik     | Konkurencja            | Kwalifikacje | Kwalifikacje | Kwalifikacje | Kwalifikacje | Kwalifikacje | Kwalifikacje | Kwalifikacje | Kwalifikacje | Finał    | Finał    | Finał    | Finał    | Finał    | Finał    | Finał | Finał   | Źródło |
| Zawodnik     | Konkurencja            | Przyrząd     | Przyrząd     | Przyrząd     | Przyrząd     | Przyrząd     | Przyrząd     | Razem        | Pozycja      | Przyrząd | Przyrząd | Przyrząd | Przyrząd | Przyrząd | Przyrząd | Razem | Pozycja | Źródło |
| Zawodnik     | Konkurencja            | F            | PH           | R            | V            | PB           | HB           | Razem        | Pozycja      | F        | PH       | R        | V        | PB       | HB       | Razem | Pozycja | Źródło |
| ------------ | ---------------------- | ------------ | ------------ | ------------ | ------------ | ------------ | ------------ | ------------ | ------------ | -------- | -------- | -------- | -------- | -------- | -------- | ----- | ------- | ------ |
| Park Min-soo | wielobój indywidualnie | 13,400       | 13,600       | 14,400       | 14,033       | 15,033       | 14,800       | 85,266       | 27.          | NQ       | NQ       | NQ       | NQ       | NQ       | NQ       | NQ    | NQ      | [ 9 ]  |

Kobiety
| Zawodniczka | Konkurencja            | Kwalifikacje | Kwalifikacje | Kwalifikacje | Kwalifikacje | Kwalifikacje | Kwalifikacje | Finał     | Finał     | Finał     | Finał     | Finał | Finał   | Źródło |
| Zawodniczka | Konkurencja            | Przyrządy    | Przyrządy    | Przyrządy    | Przyrządy    | Razem        | Pozycja      | Przyrządy | Przyrządy | Przyrządy | Przyrządy | Razem | Pozycja | Źródło |
| Zawodniczka | Konkurencja            | V            | UB           | BB           | F            | Razem        | Pozycja      | V         | UB        | BB        | F         | Razem | Pozycja | Źródło |
| ----------- | ---------------------- | ------------ | ------------ | ------------ | ------------ | ------------ | ------------ | --------- | --------- | --------- | --------- | ----- | ------- | ------ |
| Lee Eun-ju  | wielobój indywidualnie | 12,800       | 13,500       | 12,533       | 12,566       | 51,399       | 53.          | NQ        | NQ        | NQ        | NQ        | NQ    | NQ      | [ 13 ] |

#### Gimnastyka artystyczna
| Zawodnik     | Konkurencja           | Eliminacje | Eliminacje | Finał  | Finał   | Źródło        |
| Zawodnik     | Konkurencja           | Wynik      | Pozycja    | Wynik  | Pozycja | Źródło        |
| ------------ | --------------------- | ---------- | ---------- | ------ | ------- | ------------- |
| Son Yeon-jae | wielobój indywidualny | 71,956     | 5.         | 72,898 | 4.      | [ 14 ] [ 15 ] |

### Golf
| Zawodnik       | Konkurencja | Runda 1 | Runda 2 | Runda 3 | Runda 4 | Łącznie | Łącznie | Łącznie | Źródło |
| Zawodnik       | Konkurencja | Wynik   | Wynik   | Wynik   | Wynik   | Wynik   | Par     | Pozycja | Źródło |
| -------------- | ----------- | ------- | ------- | ------- | ------- | ------- | ------- | ------- | ------ |
| Park In-bee    | kobiety     | 66      | 66      | 70      | 66      | 268     | – 16    | złoto   | [ 16 ] |
| Amy Yang       | kobiety     | 73      | 65      | 70      | 67      | 275     | +9      | 4.      | [ 16 ] |
| An Byeong-hun  | Mężczyźni   | 68      | 72      | 70      | 68      | 278     | -6      | 11.     | [ 16 ] |
| Wang Jeung-hun | Mężczyźni   | 70      | 72      | 77      | 67      | 286     | +2      | 43.     | [ 16 ] |

### Hokej na trawie
Turniej kobiet
- Reprezentacja kobiet

| - Jang Soo-ji - Seo Jung-eun - Park Seung-a - An Hyo-ju - Han Hye-lyoung - Park Mi-hyun - Kim Jong-eun - Cheon Eun-bi |  | - Cho Hye-jin - Kim Bo-mi - Kim Hyun-ji - Hong Yoo-jin - Jang Hee-sun - Lee Young-sil - Park Ki-ju - Baek Ee-seul |

| Drużyna          | Konkurencja | Faza grupowa      | Faza grupowa     | Faza grupowa     | Faza grupowa     | Faza grupowa     | Faza grupowa | Ćwierćfinały     | Półfinały        | Finał            | Pozycja | Źródło |
| Drużyna          | Konkurencja | Przeciwnik Wynik  | Przeciwnik Wynik | Przeciwnik Wynik | Przeciwnik Wynik | Przeciwnik Wynik | Pozycja      | Przeciwnik Wynik | Przeciwnik Wynik | Przeciwnik Wynik | Pozycja | Źródło |
| ---------------- | ----------- | ----------------- | ---------------- | ---------------- | ---------------- | ---------------- | ------------ | ---------------- | ---------------- | ---------------- | ------- | ------ |
| Korea Południowa | kobiety     | Nowa Zelandia 1:4 | Holandia 0:4     | Niemcy 0:2       | Chiny 0:0        | Hiszpania 2:3    | 6.           | NQ               | NQ               | NQ               | 11.     | [ 17 ] |

### Jeździectwo
Ujeżdżenie
| Zawodnik      | Koń                      | Konkurencja | Grand Prix | Grand Prix | Grand Prix Special | Grand Prix Special | Finał | Finał | Źródło |
| Zawodnik      | Koń                      | Konkurencja | Wynik      | Poz.       | Wynik              | Poz.               | Wynik | Poz.  | Źródło |
| ------------- | ------------------------ | ----------- | ---------- | ---------- | ------------------ | ------------------ | ----- | ----- | ------ |
| Kim Dong-seon | Ujeżdżenie indywidualnie | Bukowski    | 68,657     | 43.        | NQ                 | NQ                 | NQ    | NQ    | [ 18 ] |

### Judo
Mężczyźni
| Zawodnik      | Konkurencja | 1/32             | 1/16                    | 1/8                     | Ćwierćfinał         | Półfinał               | Repasaże         | Finał/ 3.miejsce | Finał/ 3.miejsce | Źródło |
| Zawodnik      | Konkurencja | Przeciwnik Wynik | Przeciwnik Wynik        | Przeciwnik Wynik        | Przeciwnik Wynik    | Przeciwnik Wynik       | Przeciwnik Wynik | Przeciwnik Wynik | Pozycja          | Źródło |
| ------------- | ----------- | ---------------- | ----------------------- | ----------------------- | ------------------- | ---------------------- | ---------------- | ---------------- | ---------------- | ------ |
| Kim Won-jin   | - 60 kg     | BYE              | Manzi W 001-000         | Tsend-Ochir W 010-001   | Mudranow P 000-100  | NQ                     | Takatō P 000-001 | NQ               | 7.               | [ 19 ] |
| An Ba-ul      | - 66 kg     | BYE              | Smagułow W 110-000      | Le Blouch W 110-000     | Sobirov W 010-000   | Ebinuma W 001-000      | N/A              | Basile P 000-100 | srebro           | [ 20 ] |
| An Chang-rim  | - 73 kg     | BYE              | Kasem W 110-000         | Van Tichelt P 000-010   | NQ                  | NQ                     | NQ               | NQ               | 9.               | [ 21 ] |
| Lee Seung-su  | - 81 kg     | BYE              | Eoin Coughlan W 100-000 | Iwajło Iwanow P 000-010 | NQ                  | NQ                     | NQ               | NQ               | 9.               | [ 22 ] |
| Gwak Dong-han | - 90 kg     | BYE              | Briceño W 100-000       | Misenga W 100-000       | Mechdijew W 100-000 | Liparteliani P 000-100 | N/A              | Nyman W 100-000  | brąz             | [ 23 ] |
| Cho Gu-ham    | - 100 kg    | BYE              | Pacek W 000-000         | Błoszenko P 000-100     | NQ                  | NQ                     | NQ               | NQ               | 9.               | [ 24 ] |
| Kim Sung-min  | +100 kg     | BYE              | Figueroa W 102-000      | Mayer P 000-101         | NQ                  | NQ                     | NQ               | NQ               | 17.              | [ 25 ] |

Kobiety
| Zawodniczka     | Konkurencja | 1/16                  | 1/8                   | Ćwierćfinał         | Półfinał            | Repasaże             | Finał / 3.miejsce   | Finał / 3.miejsce | Źródła |
| Zawodniczka     | Konkurencja | Przeciwniczka Wynik   | Przeciwniczka Wynik   | Przeciwniczka Wynik | Przeciwniczka Wynik | Przeciwniczka Wynik  | Przeciwniczka Wynik | Pozycja           | Źródła |
| --------------- | ----------- | --------------------- | --------------------- | ------------------- | ------------------- | -------------------- | ------------------- | ----------------- | ------ |
| Jeong Bo-kyeong | 48 kg       | BYE                   | Văn Ngọc Tú W 102-000 | Uranceceg W 100-000 | Mestre W 100-000    | N/A                  | Pareto P 000-010    | srebro            | [ 26 ] |
| Kim Jan-di      | 63 kg       | BYE                   | Silva P 000-010       | NQ                  | NQ                  | NQ                   | NQ                  | 9.                | [ 27 ] |
| Bak Ji-yun      | 57 kg       | Schlesinger P 000-100 | NQ                    | NQ                  | NQ                  | NQ                   | NQ                  | 17.               | [ 28 ] |
| Kim Seong-yeon  | 70 kg       | BYE                   | Bolder P 000-010      | NQ                  | NQ                  | NQ                   | NQ                  | 9.                | [ 29 ] |
| Kim Min-jung    | +78 kg      | BYE                   | Altheman W 001-000    | Ortíz P 000-101     | NQ                  | Savelkouls W 102-000 | Yu P 000-100        | 5.                | [ 30 ] |

### Kajakarstwo
| Zawodnik                   | Konkurencja        | Eliminacje | Eliminacje | Półfinały | Półfinały | Finał | Finał   | Pozycja | Źródło |
| Zawodnik                   | Konkurencja        | Czas       | Pozycja    | Czas      | Pozycja   | Czas  | Pozycja | Pozycja | Źródło |
| -------------------------- | ------------------ | ---------- | ---------- | --------- | --------- | ----- | ------- | ------- | ------ |
| Cho Kwang-hee              | K-1 200 m mężczyzn | 35,402     | 5.         | 35,869    | 8.        | NQ    | NQ      | NQ      | [ 31 ] |
| Choi Min-kyu Cho Gwang-hee | K-2 200m           | 33,825     | 6.         | NQ        | NQ        | NQ    | NQ      | NQ      | [ 31 ] |

### Kolarstwo

#### Kolarstwo szosowe
| Zawodnik      | Konkurencja                    | Czas    | Pozycja | Źródło |
| ------------- | ------------------------------ | ------- | ------- | ------ |
| Seo Joon-yong | wyścig ze startu wspólnego (m) | DNF     | DNF     | [ 32 ] |
| Kim Ok-cheol  | wyścig ze startu wspólnego (m) | DNF     | DNF     | [ 32 ] |
| Ahreum Na     | wyścig ze startu wspólnego (k) | 3:58:03 | 30.     | [ 33 ] |

#### Kolarstwo torowe
Omnium
| Zawodnik       | Konkurencja | Scratch | Scratch | Wyścig na dochodzenie | Wyścig na dochodzenie | Wyścig na dochodzenie | Wyścig eliminacyjny | Wyścig eliminacyjny | Wyścig na 500 m | Wyścig na 500 m | Wyścig na 500 m | Okrążenie start lotny | Okrążenie start lotny | Okrążenie start lotny | Wyścig punktowy | Wyścig punktowy | Suma punktów | Pozycja | Źródło |
| Zawodnik       | Konkurencja | Pozycja | Punkty  | Czas                  | Pozycja               | Punkty                | Pozycja             | Punkty              | Czas            | Pozycja         | Punkty          | Czas                  | Pozycja               | Punkty                | Punkty          | Pozycja         | Suma punktów | Pozycja | Źródło |
| -------------- | ----------- | ------- | ------- | --------------------- | --------------------- | --------------------- | ------------------- | ------------------- | --------------- | --------------- | --------------- | --------------------- | --------------------- | --------------------- | --------------- | --------------- | ------------ | ------- | ------ |
| Park Sang-hoon | mężczyźni   | 9.      | 24      | 4:29,079              | 12.                   | 18                    | 14.                 | 14                  | 1:04,231        | 12.             | 18              | 13,489                | 14.                   | DNF                   | DNF             | DNF             | DNF          | DNF     | [ 34 ] |

Sprint
| Zawodnik                              | Konkurencja       | Kwalifikacje  | Kwalifikacje    | Runda 1 | Repasaże        | Runda 2         | Repasaże        | Ćwierćfinały    | Półfinały       | Finał           | Finał   | Źródło |
| Zawodnik                              | Konkurencja       | Czas Prędkość | Przeciwnik Czas | Pozycja | Przeciwnik Czas | Przeciwnik Czas | Przeciwnik Czas | Przeciwnik Czas | Przeciwnik Czas | Przeciwnik Czas | Pozycja | Źródło |
| ------------------------------------- | ----------------- | ------------- | --------------- | ------- | --------------- | --------------- | --------------- | --------------- | --------------- | --------------- | ------- | ------ |
| Kang Dong-jin                         | indywidualnie (m) | 10,092 71,343 | 20.             | NQ      | NQ              | NQ              | NQ              | NQ              | NQ              | NQ              | NQ      | [ 34 ] |
| Im Chae-bin                           | indywidualnie (m) | 10,147 70,956 | 23.             | NQ      | NQ              | NQ              | NQ              | NQ              | NQ              | NQ              | NQ      | [ 34 ] |
| Son Je-yong Im Chae-bin Kang Dong-jin | drużynowo (m)     | DSQ           | DSQ             | N/A     | N/A             | N/A             | N/A             | N/A             | N/A             | N/A             | 9.      | [ 34 ] |

Keirin
| Zawodnik      | Konkurencja | Runda 1 | Repesaż | Runda 2 | Finał   | Źródło |
| Zawodnik      | Konkurencja | Pozycja | Pozycja | Pozycja | Pozycja | Źródło |
| ------------- | ----------- | ------- | ------- | ------- | ------- | ------ |
| Im Chae-bin   | mężczyźni   | 6.      | 2.      | NQ      | NQ      | [ 34 ] |
| Kang Dong-jin | mężczyźni   | 3.      | 3.      | NQ      | NQ      | [ 34 ] |
| Lee Hye-jin   | kobiety     | 2.      | N/A     | 4.      | NQ      | [ 35 ] |

### Lekkoatletyka
Mężczyźni
Konkurencje biegowe
| Zawodnik          | Konkurencja   | Preeliminacje | Preeliminacje | Runda 1 | Runda 1 | Półfinał | Półfinał | Finał   | Finał   | Źródło |
| Zawodnik          | Konkurencja   | Wynik         | Miejsce       | Wynik   | Miejsce | Wynik    | Miejsce  | Wynik   | Miejsce | Źródło |
| ----------------- | ------------- | ------------- | ------------- | ------- | ------- | -------- | -------- | ------- | ------- | ------ |
| Kim Gook-young    | 100 m         | BYE           | BYE           | 10,37   | 51.     | NQ       | NQ       | NQ      | NQ      | [ 36 ] |
| Son Myeong-jun    | maraton       | N/A           | N/A           | N/A     | N/A     | N/A      | N/A      | 2:36:21 | 131.    | [ 37 ] |
| Shim Jung-sub     | maraton       | N/A           | N/A           | N/A     | N/A     | N/A      | N/A      | 2:42:42 | 138.    | [ 37 ] |
| Kim Hyun-sub      | chód na 20 km | N/A           | N/A           | N/A     | N/A     | N/A      | N/A      | 1:21:44 | 17.     | [ 38 ] |
| Choe Byeong-kwang | chód na 20 km | N/A           | N/A           | N/A     | N/A     | N/A      | N/A      | 1:29:08 | 57.     | [ 38 ] |
| Byun Young-jun    | chód na 20 km | N/A           | N/A           | N/A     | N/A     | N/A      | N/A      | 1:30,38 | 61.     | [ 38 ] |
| Kim Hyunsub       | chód na 50 km | N/A           | N/A           | N/A     | N/A     | N/A      | N/A      | DNF     | DNF     | [ 39 ] |
| Park Chilsung     | chód na 50 km | N/A           | N/A           | N/A     | N/A     | N/A      | N/A      | DSQ     | DSQ     | [ 39 ] |

Konkurencje techniczne
| Zawodnik       | Konkurencja | Kwalifikacje | Kwalifikacje | Finał | Finał   | Źródło |
| Zawodnik       | Konkurencja | Wynik        | Miejsce      | Wynik | Miejsce | Źródło |
| -------------- | ----------- | ------------ | ------------ | ----- | ------- | ------ |
| Kim Deok-hyeon | trójskok    | 16,36        | 27.          | NQ    | NQ      | [ 40 ] |
| Kim Deok-hyeon | skok w dal  | 7,82         | 14.          | NQ    | NQ      |        |
| Woo Sang-hyeok | skok wzwyż  | 2,26         | 22.          | NQ    | NQ      | [ 42 ] |
| Yun Seung-hyun | skok wzwyż  | 2,17         | 43.          | NQ    | NQ      | [ 42 ] |

Kobiety
Konkurencje biegowe
| Zawodnik       | Konkurencja | Finał   | Finał   | Źródło |
| Zawodnik       | Konkurencja | Wynik   | Miejsce | Źródło |
| -------------- | ----------- | ------- | ------- | ------ |
| An Seul-ki     | maraton     | 2:36:50 | 42.     | [ 43 ] |
| Lim Kyung-hee  | maraton     | 2:43:31 | 70.     | [ 43 ] |
| Jeon Yeong-eun | chód 20 km  | 1:36:31 | 39.     | [ 44 ] |
| Lee Da-seul    | chód 20 km  | DSQ     | DSQ     | [ 44 ] |
| Lee Jeong-eun  | chód 20 km  | DSQ     | DSQ     | [ 44 ] |

### Łucznictwo
| Zawodnik                              | Konkurencja       | Runda rankingowa | Runda rankingowa | 1/32                 | 1/16                  | 1/8              | Ćwierćfinały       | Półfinały               | Finał                     | Finał   | Źródło |
| Zawodnik                              | Konkurencja       | Wynik            | Miejsce          | Przeciwnik Wynik     | Przeciwnik Wynik      | Przeciwnik Wynik | Przeciwnik Wynik   | Przeciwnik Wynik        | Przeciwnik Wynik          | Pozycja | Źródło |
| ------------------------------------- | ----------------- | ---------------- | ---------------- | -------------------- | --------------------- | ---------------- | ------------------ | ----------------------- | ------------------------- | ------- | ------ |
| Kim Woo-jin                           | indywidualnie (m) | 700              | 1.               | Sutherland W 6-0     | Ega Agatha P 2-6      | NQ               | NQ                 | NQ                      | NQ                        | 17.     | [ 45 ] |
| Ku Bon-chan                           | indywidualnie (m) | 681              | 6.               | Baláž W 6-0          | Huston W 6-0          | Floto W 6-3      | Worth W 6-5        | Ellison W 6-5           | Valladont W 7-3           | złoto   | [ 45 ] |
| Lee Seung-yun                         | indywidualnie (m) | 676              | 12.              | Rezende Xavier W 6-2 | Alvariño Garcia W 7-1 | Das W 6-4        | van den Berg P 4-6 | NQ                      | NQ                        | 7.      | [ 45 ] |
| Kim Woo-jin Ku Bon-chan Lee Seung-yun | drużynowo (m)     | 2057             | 1.               | N/A                  | N/A                   | BYE              | Holandia · W 6-0   | Australia · W 6-0       | Stany Zjednoczone · W 6-0 | złoto   | [ 45 ] |
| Choi Mi-sun                           | indywidualnie (k) | 669              | 1.               | Camilo W 6-0         | Le W 6-2              | Stiepanowa W 7-3 | Valencia P 0-6     | NQ                      | NQ                        | 8.      | [ 46 ] |
| Chang Hye-jin                         | indywidualnie (k) | 666              | 2.               | Tatafu W 6-0         | Siczenikowa W 6-2     | Kang W 6-2       | Folkard W 7-1      | Ki W 7-3                | Unruh W 6-2               | złoto   | [ 46 ] |
| Ki Bo-bae                             | indywidualnie (k) | 663              | 3.               | Anwar W 7-1          | Marczenko W 6-2       | Htwe W 7-3       | Wu P 2-6           | Chang P 3-7             | Valencia W 6-4            | brąz    | [ 46 ] |
| Choi Mi-sun Chang Hye-jin Ki Bo-bae   | drużynowo (k)     | 1998             | 1.               | N/A                  | N/A                   | BYE              | Japonia · W 5-1    | Chińskie Tajpej · W 5-1 | Rosja · W 1-5             | złoto   | [ 46 ] |

### Pięciobój nowoczesny
| Zawodnik      | Konkurencja | Szermierka      | Szermierka | Szermierka | Pływanie | Pływanie | Pływanie | Jazda konna | Jazda konna | Jazda konna | Kombinacja: strzelanie/bieg przełajowy | Kombinacja: strzelanie/bieg przełajowy | Kombinacja: strzelanie/bieg przełajowy | Suma punktów | Pozycja | Źródło |
| Zawodnik      | Konkurencja | Wynik (wygrane) | M.         | Punkty     | Czas     | M.       | Punkty   | Kary        | M.          | Punkty      | Czas                                   | M.                                     | Punkty                                 | Suma punktów | Pozycja | Źródło |
| ------------- | ----------- | --------------- | ---------- | ---------- | -------- | -------- | -------- | ----------- | ----------- | ----------- | -------------------------------------- | -------------------------------------- | -------------------------------------- | ------------ | ------- | ------ |
| Kim Sun-woo   | kobiety     | 16              | 23.        | 197        | 2:16,06  | 14.      | 292      | 0           | 2.          | 300         | 13:04,28                               | 20.                                    | 516                                    | 1305         | 13.     | [ 47 ] |
| Jung Jin-hwa  | mężczyźni   | 17              | 23.        | 203        | 2:00,82  | 6.       | 338      | 17          | 17.         | 283         | 11:21,80                               | 12.                                    | 619                                    | 1443         | 13.     | [ 47 ] |
| Jun Woong-tae | mężczyźni   | 13              | 30.        | 178        | 2:00,88  | 8.       | 338      | 28          | 25.         | 272         | 11:02,50                               | 1.                                     | 638                                    | 1426         | 19.     | [ 47 ] |

### Piłka nożna
Turniej mężczyzn
- Reprezentacja mężczyzn

| - Kim Dong-jun - Sim Sang-min - Lee Seul-chan - Kim Min-tae - Choi Kyu-baek - Jang Hyun-soo - Son Heung-min - Moon Chang-jin - Suk Hyun-jun |  | - Ryu Seung-woo - Hwang Hee-chan - Lee Chan-dong - Park Dong-jin - Park Yong-woo - Jung Seung-hyun - Kwon Chang-hoon - Lee Chang-min - Gu Sung-yun |

| Drużyna          | Konkurencja    | Faza grupowa     | Faza grupowa     | Faza grupowa     | Faza grupowa | Ćwierćfinały     | Półfinały        | Finał mecz o 3. miejsce | Pozycja | Źródło |
| Drużyna          | Konkurencja    | Przeciwnik Wynik | Przeciwnik Wynik | Przeciwnik Wynik | Pozycja      | Przeciwnik Wynik | Przeciwnik Wynik | Przeciwnik Wynik        | Pozycja | Źródło |
| ---------------- | -------------- | ---------------- | ---------------- | ---------------- | ------------ | ---------------- | ---------------- | ----------------------- | ------- | ------ |
| Korea Południowa | turniej kobiet | Fidżi 8:0        | Niemcy 3:3       | Meksyk 1:0       | 1.           | Honduras 0:1     | NQ               | NQ                      | 5.      | [ 48 ] |

### Piłka ręczna
Turniej kobiet
- Reprezentacja kobiet

| - Oh Yong-ran - Jung Yu-ra - Ryu Eun-hee - Park Mi-ra - Yoo Hyun-ji - Kim Jin-yi - Choi Su-min |  | - Sim Hae-in - Lee Eun-bi - Woo Sun-hee - Kim On-a - Gwon Han-na - Nam Yeong-sin - Yu So-jeong |

| Drużyna          | Konkurencja    | Faza grupowa     | Faza grupowa     | Faza grupowa     | Faza grupowa     | Faza grupowa     | Faza grupowa | Ćwierćfinały     | Półfinały        | Finał mecz o 3. miejsce | Pozycja | Źródło        |
| Drużyna          | Konkurencja    | Przeciwnik Wynik | Przeciwnik Wynik | Przeciwnik Wynik | Przeciwnik Wynik | Przeciwnik Wynik | Pozycja      | Przeciwnik Wynik | Przeciwnik Wynik | Przeciwnik Wynik        | Pozycja | Źródło        |
| ---------------- | -------------- | ---------------- | ---------------- | ---------------- | ---------------- | ---------------- | ------------ | ---------------- | ---------------- | ----------------------- | ------- | ------------- |
| Korea Południowa | turniej kobiet | Rosja 25:30      | Szwecja 28:31    | Holandia 32:32   | Francja 17:21    | Argentyna 28:22  | 5.           | NQ               | NQ               | NQ                      | 10.     | [ 49 ] [ 50 ] |

### Pływanie
Mężczyźni
| Zawodnik       | Konkurencja       | Eliminacje | Eliminacje | Półfinał | Półfinał | Finał | Finał   | Źródło |
| Zawodnik       | Konkurencja       | Czas       | Miejsce    | Czas     | Miejsce  | Czas  | Miejsce | Źródło |
| -------------- | ----------------- | ---------- | ---------- | -------- | -------- | ----- | ------- | ------ |
| Park Tae-hwan  | 100 m dowolnym    | 49,24      | 32.        | NQ       | NQ       | NQ    | NQ      | [ 51 ] |
| Park Tae-hwan  | 200 m dowolnym    | 1:48,06    | 29.        | NQ       | NQ       | NQ    | NQ      | [ 52 ] |
| Park Tae-hwan  | 400 m dowolnym    | 3:45,63    | 10.        | N/A      | N/A      | NQ    | NQ      | [ 53 ] |
| Won Young-jun  | 100 m grzbietowym | 55,05      | 30.        | NQ       | NQ       | NQ    | NQ      | [ 54 ] |
| Choi Kyu-woong | 200 m klasycznym  | 2:13,36    | 31,        | NQ       | NQ       | NQ    | NQ      | [ 55 ] |

Kobiety
| Zawodniczka   | Konkurencja      | Eliminacje | Eliminacje | Półfinał | Półfinał | Finał | Finał   | Źródło |
| Zawodniczka   | Konkurencja      | Czas       | Miejsce    | Czas     | Miejsce  | Czas  | Miejsce | Źródło |
| ------------- | ---------------- | ---------- | ---------- | -------- | -------- | ----- | ------- | ------ |
| Back Su-yeon  | 200 m klasycznym | 2:32,79    | 29.        | NQ       | NQ       | NQ    | NQ      | [ 56 ] |
| An Se-hyeon   | 100m motylkowym  | 57,80      | 10.        | 57,95    | 9.       | NQ    | NQ      | [ 57 ] |
| An Se-hyeon   | 200 m motylkowym | 2:08,42    | 13.        | 2:08,69  | 13.      | NQ    | NQ      | [ 58 ] |
| Park Jinyoung | 200 m motylkowym | 2:09,99    | 21.        | NQ       | NQ       | NQ    | NQ      | [ 58 ] |
| Kim Seo-yeong | 200 m zmiennym   | 2:11,75    | 10.        | 2:12,15  | 12.      | NQ    | NQ      | [ 59 ] |
| Nam Yoo-sun   | 200 m zmiennym   | 2:16,11    | 32.        | NQ       | NQ       | NQ    | NQ      | [ 59 ] |

### Podnoszenie ciężarów
Mężczyźni
| Zawodnik       | Konkurencja | Rwanie | Rwanie  | Podrzut | Podrzut | Razem  | Pozycja | Źródło |
| Zawodnik       | Konkurencja | Wynik  | Pozycja | Wynik   | Pozycja | Razem  | Pozycja | Źródło |
| -------------- | ----------- | ------ | ------- | ------- | ------- | ------ | ------- | ------ |
| Han Myeong-mok | -62 kg      | 130 kg | 6.      | 150 kg  | 10.     | 280 kg | 9.      | [ 60 ] |
| Won Jeong-sik  | -69 kg      | 143 kg | 9.      | 177 kg  | 9.      | 320    | 8.      | [ 60 ] |
| Yu Dong-ju     | -85 kg      | 150 kg | 13.     | 190 kg  | 11.     | 340 kg | 13.     | [ 60 ] |
| Park Han-woong | -62 kg      | 165 kg | 10.     | 202 kg  | 10.     | 367 kg | 10.     | [ 60 ] |

Kobiety
| Zawodniczka   | Konkurencja | Rwanie | Rwanie  | Podrzut | Podrzut | Razem  | Pozycja | Źródło |
| Zawodniczka   | Konkurencja | Wynik  | Pozycja | Wynik   | Pozycja | Razem  | Pozycja | Źródło |
| ------------- | ----------- | ------ | ------- | ------- | ------- | ------ | ------- | ------ |
| Yoon Jin-hee  | -53 kg      | 88 kg  | 5.      | 111 kg  | 3.      | 199 kg | brąz    | [ 60 ] |
| Lee Hui-sol   | +75 kg      | 122 kg | 4.      | 153 kg  | 5.      | 275 kg | 5.      | [ 60 ] |
| Son Young-hee | +75 kg      | 118 kg | 7.      | 155 kg  | 6.      | 273 kg | 6.      | [ 60 ] |

### Siatkówka
Kobiety
- Reprezentacja kobiet

| - Lee Hyo-hee - Kim Hee-jin - Kim Hae-ran - Hwang Youn-joo - Lee Jae-yeong - Nam Jie-youn |  | - Kim Yeon-koung - Kim Su-ji - Park Jeong-ah - Yang Hyo-jin - Bae Yoo-na - Yuem Hye-seun |

| Drużyna          | Konkurencja | Faza grupowa     | Faza grupowa     | Faza grupowa     | Faza grupowa     | Faza grupowa     | Faza grupowa | Ćwierćfinały     | Półfinały        | Finał            | Pozycja | Źródło |
| Drużyna          | Konkurencja | Przeciwnik Wynik | Przeciwnik Wynik | Przeciwnik Wynik | Przeciwnik Wynik | Przeciwnik Wynik | Pozycja      | Przeciwnik Wynik | Przeciwnik Wynik | Przeciwnik Wynik | Pozycja | Źródło |
| ---------------- | ----------- | ---------------- | ---------------- | ---------------- | ---------------- | ---------------- | ------------ | ---------------- | ---------------- | ---------------- | ------- | ------ |
| Korea Południowa | kobiety     | Japonia 3:1      | Rosja 1:3        | Argentyna 3:0    | Brazylia 0:3     | Kamerun 3:0      | 3.           | Holandia 1:3     | NQ               | NQ               | 5.      | [ 61 ] |

### Skoki do wody
Mężczyźni
| Zawodnik   | Konkurencja                  | Preeliminacje | Preeliminacje | Półfinał | Półfinał | Finał  | Finał   | Źródło |
| Zawodnik   | Konkurencja                  | Punkty        | Miejsce       | Punkty   | Miejsce  | Punkty | Miejsce | Źródło |
| ---------- | ---------------------------- | ------------- | ------------- | -------- | -------- | ------ | ------- | ------ |
| Woo Ha-ram | trampolina 3 m indywidualnie | 364,10        | 24.           | NQ       | NQ       | NQ     | NQ      | [ 62 ] |
| Woo Ha-ram | wieża 10 m indywidualnie     | 438,45        | 11.           | 453,85   | 12.      | 414,55 | 11.     | [ 63 ] |

### Strzelectwo
Mężczyźni
| Zawodnik       | Konkurencja                        | Kwalifikacje | Kwalifikacje | Finał | Finał   | Źródło |
| Zawodnik       | Konkurencja                        | Wynik        | Pozycja      | Wynik | Pozycja | Źródło |
| -------------- | ---------------------------------- | ------------ | ------------ | ----- | ------- | ------ |
| Kim Hyeon-jun  | karabin pneumatyczny 10 m          | 624,4        | 11.          | NQ    | NQ      | [ 64 ] |
| Jung Ji-geun   | karabin pneumatyczny 10 m          | 618,7        | 38.          | NQ    | NQ      | [ 64 ] |
| Kim Jong-hyun  | karabin małokalibrowy leżąc        | 628,1        | 3.           | 208,2 | srebro  | [ 64 ] |
| Kwon Jun-cheol | karabin małokalibrowy leżąc        | 623,2        | 11.          | NQ    | NQ      | [ 64 ] |
| Kim Jong-hyun  | karabin małokalibrowy trzy postawy | 1170         | 16.          | NQ    | NQ      | [ 64 ] |
| Kim Hyeon-jun  | karabin małokalibrowy trzy postawy | 1165         | 32.          | NQ    | NQ      | [ 64 ] |
| Jin Jong-oh    | pistolet pneumatyczny              | 584          | 2.           | 139,8 | 5.      | [ 64 ] |
| Lee Dae-myung  | pistolet pneumatyczny              | 577          | 19.          | NQ    | NQ      | [ 64 ] |
| Jin Jong-oh    | pistolet dowolny 50 m              | 567          | 1.           | 193,7 | złoto   | [ 64 ] |
| Han Seung-woo  | pistolet dowolny 50 m              | 562          | 3.           | 151,0 | 4.      | [ 64 ] |
| Kim Jun-hong   | pistolet szybkostrzelny 25 m       | 581          | 8.           | NQ    | NQ      | [ 64 ] |
| Kang min-su    | pistolet szybkostrzelny 25 m       | 564          | 21.          | NQ    | NQ      | [ 64 ] |

Kobiety
| Zawodnik        | Konkurencja                        | Kwalifikacje | Kwalifikacje | Finał | Finał   | Źródło |
| Zawodnik        | Konkurencja                        | Wynik        | Pozycja      | Wynik | Pozycja | Źródło |
| --------------- | ---------------------------------- | ------------ | ------------ | ----- | ------- | ------ |
| Park Hae-mi     | karabin pneumatyczny               | 414,4        | 19.          | NQ    | NQ      | [ 65 ] |
| Kim Eun-hye     | karabin pneumatyczny               | 410,8        | 36.          | NQ    | NQ      | [ 65 ] |
| Lee Kye-rim     | karabin małokalibrowy trzy postawy | 570          | 32.          | NQ    | NQ      | [ 65 ] |
| Jang Geum-young | karabin małokalibrowy trzy postawy | 568          | 35.          | NQ    | NQ      | [ 65 ] |
| Kwak Jung-hye   | Pistolet pneumatyczny 10 m         | 380          | 15.          | NQ    | NQ      | [ 65 ] |
| Kim Min-jung    | Pistolet pneumatyczny 10 m         | 380          | 16.          | NQ    | NQ      | [ 65 ] |
| Kim Jang-mi     | pistolet sportowy 25 m             | 582          | 9.           | NQ    | NQ      | [ 65 ] |
| Hwang Seong-eun | pistolet sportowy 25 m             | 577          | 17.          | NQ    | NQ      | [ 65 ] |

### Szermierka
Mężczyźni
| Zawodnik                                                    | Konkurencja          | 1/32             | 1/16               | 1/8              | Ćwierćfinały     | Półfinały           | Finał/3.miejsce      | Finał/3.miejsce | Źródło |
| Zawodnik                                                    | Konkurencja          | Przeciwnik Wynik | Przeciwnik Wynik   | Przeciwnik Wynik | Przeciwnik Wynik | Przeciwnik Wynik    | Przeciwnik Wynik     | Pozycja         | Źródło |
| ----------------------------------------------------------- | -------------------- | ---------------- | ------------------ | ---------------- | ---------------- | ------------------- | -------------------- | --------------- | ------ |
| Kim Jung-hwan                                               | szabla indywidualnie | N/A              | Iriarte W 15-7     | Bazadze W 15-14  | Kowalow W 15-10  | Szilágyi P 12-15    | Abedini W 15-8       | brąz            | [ 66 ] |
| Gu Bon-gil                                                  | szabla indywidualnie | N/A              | Amar W 15-9        | Abedini P 12-15  | NQ               | NQ                  | NQ                   | 9.              | [ 66 ] |
| Heo Jun                                                     | floret indywidualnie | BYE              | Cheung P 8-15      | NQ               | NQ               | NQ                  | NQ                   | 20.             | [ 67 ] |
| Park Sang-young                                             | szpada indywidualnie | BYE              | Suchow W 15-11     | Garozzo W 15-12  | Heinzer W 15-4   | Steffen W 15-9      | Imre W 15-14         | złoto           | [ 68 ] |
| Park Kyoung-doo                                             | szpada indywidualnie | BYE              | Novosjolov P 10-12 | NQ               | NQ               | NQ                  | NQ                   | 19.             | [ 68 ] |
| Jung Jin-sun                                                | szpada indywidualnie | Fernández W 15-8 | Garozo P 11-15     | NQ               | NQ               | NQ                  | NQ                   | 21.             | [ 68 ] |
| Park Sang-young Park Kyoung-doo Jung Seung-hwa Jung Jin-sun | floret drużynowo     | N/A              | N/A                | N/A              | Węgry · P 42-45  | Wenezuela · W 45-40 | Szwajcaria · W 45-36 | 5.              | [ 71 ] |

Kobiety
| Zawodnik                                             | Konkurencja          | 1/32             | 1/16              | 1/8               | Ćwierćfinały      | Półfinały         | Finał/3.miejsce             | Finał/3.miejsce | Źródło        |
| Zawodnik                                             | Konkurencja          | Przeciwnik Wynik | Przeciwnik Wynik  | Przeciwnik Wynik  | Przeciwnik Wynik  | Przeciwnik Wynik  | Przeciwnik Wynik            | Pozycja         | Źródło        |
| ---------------------------------------------------- | -------------------- | ---------------- | ----------------- | ----------------- | ----------------- | ----------------- | --------------------------- | --------------- | ------------- |
| Choi In-jeong                                        | szpada indywidualnie | BYE              | Kołobowa W 15-12  | Brânză W 15-8     | Fiamingo P 8-15   | NQ                | NQ                          | 7.              | [ 72 ]        |
| Shin A-lam                                           | szpada indywidualnie | BYE              | Krywycka P 14-15  | NQ                | NQ                | NQ                | NQ                          | 20.             | [ 72 ]        |
| Kang Young-mi                                        | szpada indywidualnie | BYE              | Sun W 15-10       | Szász P 11-15     | NQ                | NQ                | NQ                          | 14.             | [ 72 ]        |
| Choi Eun-sook Choi In-jeong Kang Young-mi Shin A-lam | szpada drużynowo     | N/A              | N/A               | N/A               | Estonia · P 26-27 | Ukraina · W 45-34 | Stany Zjednoczone · W 45-36 | 6.              | [ 73 ] [ 74 ] |
| Nam Hyun-hee                                         | floret indywidualnie | BYE              | Nishioka P 12-15  | NQ                | NQ                | NQ                | NQ                          | 17.             | [ 75 ]        |
| Jeon Hee-sook                                        | floret indywidualnie | BYE              | Giménez W 10-8    | Szanajewa P 11-15 | NQ                | NQ                | NQ                          | 11.             | [ 75 ]        |
| Hwang Seon-a                                         | szabla indywidualnie | BYE              | Brunet P 11-15    | NQ                | NQ                | NQ                | NQ                          | 19.             | [ 76 ]        |
| Seo Ji-yeon                                          | szabla indywidualnie | BYE              | Djaczenko P 12-15 | NQ                | NQ                | NQ                | NQ                          | 20.             | [ 76 ]        |
| Kim Ji-yeon                                          | szabla indywidualnie | BYE              | Nguyễn W 15-3     | Gulotta P 13-15   | NQ                | NQ                | NQ                          | 11.             | [ 76 ]        |
| Kim Ji-yeon Seo Ji-yeon Yoon Ji-su Hwang Seon-a      | szabla drużynowo     | N/A              | N/A               | N/A               | Ukraina · P 40-45 | Francja · W 45-42 | Polska · W 45-41            | 5.              | [ 77 ] [ 78 ] |

### Taekwondo
| Zawodnik     | Konkurencja            | 1/8              | Ćwierćfinał          | Półfinał         | Repesaż          | Finał/3.miejsce    | Finał/3.miejsce | Źródło |
| Zawodnik     | Konkurencja            | Przeciwnik Wynik | Przeciwnik Wynik     | Przeciwnik Wynik | Przeciwnik Wynik | Przeciwnik Wynik   | Pozycja         | Źródło |
| ------------ | ---------------------- | ---------------- | -------------------- | ---------------- | ---------------- | ------------------ | --------------- | ------ |
| Kim Tae-hun  | waga do 58 kg mężczyzn | Hanprab P 10-12  | NQ                   | NQ               | Khalil W 4-1     | Navarro W 7-5      | brąz            | [ 79 ] |
| Lee Dae-hoon | -68 kg mężczyzn        | Boui W 6-0       | Abughaush P 8-11     | NQ               | Zaki W 14-6      | Achab 'W” 11-7     | brąz            | [ 80 ] |
| Cha Dong-min | +80 kg mężczyzn        | Silla W DSQ      | Isajew P 8-12        | NQ               | Żaparow W 15-8   | Shokin W 4-3       | brąz            | [ 81 ] |
| Kim So-hui   | -49 kg kobiet          | Diez W 10-2      | Wongpattanakit W 6-5 | Aziez W 1-0      | N/A              | Bogdanović 'W” 7-6 | złoto           | [ 82 ] |
| Oh Hye-ri    | -67 kg kobiet          | Pagnotta W 9-3   | Chuang W 21-9        | Əzizova W 6-5    | N/A              | Niaré W 13-12      | złoto           | [ 83 ] |

### Tenis stołowy
| Zawodnik                                | Konkurencja           | Eliminacje       | Runda 1          | Runda 2          | Runda 3          | 1/8 finału       | Ćwierćfinały     | Półfinały        | Finał            | Finał   | Źródło |
| Zawodnik                                | Konkurencja           | Przeciwnik Wynik | Przeciwnik Wynik | Przeciwnik Wynik | Przeciwnik Wynik | Przeciwnik Wynik | Przeciwnik Wynik | Przeciwnik Wynik | Przeciwnik Wynik | Pozycja | Źródło |
| --------------------------------------- | --------------------- | ---------------- | ---------------- | ---------------- | ---------------- | ---------------- | ---------------- | ---------------- | ---------------- | ------- | ------ |
| Jung Young-sik                          | gra pojedyncza (m)    | BYE              | BYE              | BYE              | Pitchford W 4-1  | Ma P 2-4         | NQ               | NQ               | NQ               | 9.      | [ 84 ] |
| Lee Sang-su                             | gra pojedyncza (m)    | BYE              | BYE              | BYE              | Crişan P 3-4     | NQ               | NQ               | NQ               | NQ               | 17.     | [ 84 ] |
| Lee Sang-su Jung Young-sik Joo Sae-Hyuk | turniej drużynowy (m) | N/A              | N/A              | N/A              | N/A              | Brazylia · W 3-0 | Szwecja · W 3-1  | Chiny · P 0-3    | Niemcy · P 1-3   | 4.      | [ 84 ] |
| Jeon Ji-hee                             | gra pojedyncza (k)    | N/A              | N/A              | N/A              | Ekholm W 4-1     | Yu P 1-4         | NQ               | NQ               | NQ               | 9.      | [ 85 ] |
| Seo Hyo-won                             | gra pojedyncza (k)    | N/A              | N/A              | N/A              | Zhang W 4-1      | Cheng P 3-4      | NQ               | NQ               | NQ               | 9.      | [ 85 ] |
| Jeon Ji-hee Seo Hyo-won Yang Ha-eun     | turniej drużynowy (k) | N/A              | N/A              | N/A              | N/A              | Rumunia · W 3-2  | Singapur · P 2-3 | NQ               | NQ               | 5.      | [ 85 ] |

### Wioślarstwo
| Zawodnik      | Konkurencja | Eliminacje | Eliminacje | Repesaż | Repesaż | Ćwierćfinały | Ćwierćfinały | Półfinały            | Półfinały       | Finał           | Finał      | Miejsce | Źródło |
| Zawodnik      | Konkurencja | Czas       | M.         | Czas    | M.      | Czas         | M.           | Czas                 | M.              | Czas            | M.         | Miejsce | Źródło |
| ------------- | ----------- | ---------- | ---------- | ------- | ------- | ------------ | ------------ | -------------------- | --------------- | --------------- | ---------- | ------- | ------ |
| Kim Dong-Yong | M1x         | 7:20,85    | 4.         | 7:12,96 | 1.      | 7:05,69      | 5.           | 7:20,10 Półfinał C/D | 3.              | 6:59,72 Finał C | 5.         | 17.     | [ 86 ] |
| Kim Ye-ji     | W1x         | 8:24,79    | 4.         | 7:59,59 | 1.      | 7:51,80      | 4.           | 8:12,58              | 3. Półfinał C/D | 7:52,68         | 6. Finał C | 18.     | [ 87 ] |

### Zapasy
Mężczyźni – styl klasyczny
| Zawodnik      | Konkurencja | Kwalifikacje     | 1/8              | Ćwierćfinał       | Półfinał         | Repesaż 1        | Repesaż 2        | Finał/ 3.miejsce | Finał/ 3.miejsce | Źródło |
| Zawodnik      | Konkurencja | Przeciwnik Wynik | Przeciwnik Wynik | Przeciwnik Wynik  | Przeciwnik Wynik | Przeciwnik Wynik | Przeciwnik Wynik | Przeciwnik Wynik | Pozycja          | Źródło |
| ------------- | ----------- | ---------------- | ---------------- | ----------------- | ---------------- | ---------------- | ---------------- | ---------------- | ---------------- | ------ |
| Lee Jung-baek | -59 kg      | Berge P 0-2      | NQ               | NQ                | NQ               | NQ               | NQ               | NQ               | 14.              | [ 88 ] |
| Ryu Han-su    | -66 kg      | BYE              | Lőrincz W 3-0    | Harutiunian P 1-3 | NQ               | N/A              | Saleh W 3-0      | Çunayev P 0-4    | 5.               | [ 89 ] |
| Kim Hyeon-woo | -75 kg      | BYE              | Własow P5-7      | NQ                | NQ               |                  | Yang W3-1        | Starčević W6-4   | brąz             | [ 90 ] |

Mężczyźni – styl wolny
| Zawodnik      | Konkurencja | Kwalifikacje     | 1/8              | Ćwierćfinał      | Półfinał         | Repesaż 1        | Repesaż 2        | Finał            | Finał   | Źródło |
| Zawodnik      | Konkurencja | Przeciwnik Wynik | Przeciwnik Wynik | Przeciwnik Wynik | Przeciwnik Wynik | Przeciwnik Wynik | Przeciwnik Wynik | Przeciwnik Wynik | Pozycja | Źródło |
| ------------- | ----------- | ---------------- | ---------------- | ---------------- | ---------------- | ---------------- | ---------------- | ---------------- | ------- | ------ |
| Yun Jun-sik   | -57 kg      | BYE              | Əliyev P 2-12    | NQ               | NQ               | N/A              | N/A              | NQ               | 17.     | [ 91 ] |
| Şərif Şərifov | -86 kg      | BYE              | Salas P 0-5      | NQ               | NQ               | N/A              | N/A              | NQ               | 16.     | [ 92 ] |

### Żeglarstwo
Mężczyźni
| Zawodnik                 | Konkurencja | Wyścig | Wyścig | Wyścig | Wyścig | Wyścig | Wyścig | Wyścig | Wyścig | Wyścig | Wyścig | Wyścig | Wyścig | Wyścig | Punkty | Finałowa pozycja | Źródło |
| Zawodnik                 | Konkurencja | 1      | 2      | 3      | 4      | 5      | 6      | 7      | 8      | 9      | 10     | 11     | 12     | M*     | Punkty | Finałowa pozycja | Źródło |
| ------------------------ | ----------- | ------ | ------ | ------ | ------ | ------ | ------ | ------ | ------ | ------ | ------ | ------ | ------ | ------ | ------ | ---------------- | ------ |
| Lee Tae-hoon             | RS:X        | 14     | 20     | 3      | 9      | 18     | 7      | 33     | 17     | 27     | 14     | 22     | 14     | NQ     | 165    | 18.              | [ 93 ] |
| Ha Jee-min               | Laser       | 26     | 6      | 38     | 3      | 12     | 9      | 10     | 21     | 8      | 14     | N/A    | N/A    | NQ     | 109    | 13.              | [ 94 ] |
| Kim Chang-ju Kim Ji-hoon | 470         | 5      | 25     | 5      | 8      | 20     | 13     | 21     | 23     | 24     | 20     | N/A    | N/A    | NQ     | 146    | 19.              | [ 95 ] |

M = Wyścig medalowy